# Distrito Centro (Gijón)
El Distrito Centro es uno de los seis distritos en los que se divide el municipio asturiano de Gijón, en el norte de España, según la Ley de Grandes Ciudades. Alberga los barrios de El Centro y Cimadevilla que componen la parte original y el casco antiguo de la ciudad, así como el barrio de Laviada, de construcción más reciente en el tiempo que los anteriores. Es el corazón de la ciudad y en él se encuentran algunas de las principales infraestructuras, como el ayuntamiento, el puerto deportivo o la estación de autobuses.